# Адам Кшиштопорський
Адам Кшиштопорський (пол. Adam Krzysztoporski; 31 травня 1932, Воломін) — польський генерал міліції, функціонер держбезпеки, начальник III (політичного) департаменту, заступник держсекретаря МВС ПНР. Учасник придушення робітничих протестів у 1970—1971 роках і протиборства урядущої компартії ПОРП з профспілкою Солідарність.

## Співробітник під прикриттям
Після війни Адам Кшиштопорський закінчив суднобудівний факультет Гданського політехнічного університету. У 1953—1959 роках працював судновим мотористом у судноплавній держкомпанії Польські океанські лінії, потім майстром і механіком на Гданській корабельні (майбутньому центрі страйкового та антикомуністичного руху).
З юності Адам Кшиштопорський дотримувався комуністичних поглядів. У 1951 році, за сталінського режиму Болеслава Берута, вступив в урядущу компартію ПОРП. У 1954 році вступив до училища Комітету громадської безпеки (КГБ). Після закінчення діяв під прикриттям як оперативний співробітник VI відділу (науково-технічна розвідка) I департаменту КГБ. У цій ролі його залучили як спеціаліста Комітету із зовнішньоекономічного співробітництва Ради міністрів ПНР. Політично він прийняв зміни другої половини 1950-х років, польську десталінізацію Владислава Гомулки. Принципово важливими Кшиштопорський вважав не гаслову фразеологію, а міцність державної системи та широту повноважень спецслужб.

## Функціонер МВС
З 1956 року Адам Кшиштопорський перебував на службі МВС ПНР. Спочатку був секретним агентом Гданської воєводської комендатури громадянської міліції, виконував завдання на Гданській корабельні. Обіймав оперативні посади у 5, 6, 7 відділах I департаменту (розвідка). У 1964—1969 роках — начальник 7 відділу (науково-технічна розвідка) І департаменту МВС. З 1969 до 1973 рік — заступник начальника I департаменту (розвідка).
Під час робітничих протестів у 1970—1971 році Кшиштопорський отримав відрядження до Тримісто на чолі оперативної спецгрупи з шістдесяти офіцерів СБ. У грудні 1970 року група Кшиштопорського відстежувала ситуацію у Гдині, передавала сигнали міліцейським гелікоптерам. На початку 1971 року Кшиштопорський виконував конфіденційні доручення міністра внутрішніх справ Францишека Шляхциця. З тих же причин, що у 1956 році, прийняв усунення Гомулки, затвердження Едварда Герека, згодом відставку Шляхцица.
18 грудня 1973 року Адам Кшиштопорський у званні генерала бригади отримав призначення начальником III департаменту МВС — Служба безпеки ПНР (СБ), боротьба з антидержавною діяльністю. У його віданні було придушення дисидентських організацій (насамперед КОС-КОР, ROPCiO, КНП), нелегальних видань, підпільних профспілок. Очолюючи один із ключових підрозділів МВС, Кшиштопорський належав до найвищого ешелону спецслужб.
У каральній політиці Кшиштопорський розділяв основні настанови «ери Герека»: по можливості уникаючи масових репресій і кровопролитних зіткнень (характерних для колишніх періодів), встановити щільний контроль над суспільством; вербуванням, інсинуаціями, розпалюванням конфліктів між дисидентами, вибірковими переслідуваннями активістів блокувати антиурядову діяльність. При цьому він вимагав від кадрів СБ «не применшувати небезпеки», яка походить від Вільних профспілок Узбережжя (у цій організації перебував Лех Валенса).
Адам Кшиштопорський мав репутацію інтелектуала, майстра «тонкої» оперативної інтриги. Вважався у відомстві довіреною особою першого секретаря Герека.

## У боротьбі з «Солідарністю»
Влітку 1980 року Польщу охопили небувалі масові страйки. Генерал Кшиштопорський був включений до оперативного штабу Lato 80 на чолі з заступником міністра внутрішніх справ генералом Стахурою. Однак влада не зважилася на силові заходи проти страйкарів. Партійно-державне керівництво змушене було укласти Серпневі угоди та легалізувати незалежну профспілку Солідарність на чолі з Лехом Валенсою. Першим секретарем ЦК ПОРП замість Герека затвердили Станіслава Каня. До того Каня був партійним куратором МВС, Кшиштопорського пов'язували з ним тісні ділові відносини.
22 вересня 1980 року Адама Кшиштопорського було призначено заступником державного секретаря МВС — однією з найвищих посад міністерства у ранзі заступника міністра. (На чолі III департаменту генерала Кшиштопорського змінив полковник Вальчинський). Попри своє кар'єрне зростання, Кшиштопорський досить адекватно сприймав становище та подальші перспективи. Вже у листопаді, спостерігаючи масштаб робітничого руху, він оцінив те, що відбувається, як «початок кінця».
З серпня 1980 року Кшиштопорський був об'єктом різкої критики з боку «партійного бетону». Як керівник політичної поліції, йому ставилося у провину підсумкове розгортання нечисленних дисидентських груп у багатомільйонний рух. Весь зміст його діяльності опинився під великим сумнівом. Він відповідав, що причина неефективності полягала в надмірній гуманності Герека, але таке пояснення звучало непереконливо. Свої позиції намагався зміцнити політичною орієнтацією на бетон. Міністром внутрішніх справ з жовтня 1980 до липня 1981 року був один із лідерів догматичного крила ПОРП Мирослав Мілевський, його заступником — прихильник крайньої партійно-каральної жорсткості Богуслав Стахура. Однак вплив Кшиштопорського неухильно знижувався, особливо після того, як генерала держбезпеки Мілевського змінив на чолі МВС генерал військової контррозвідки Чеслав Кіщак, а першим секретарем ЦК ПОРП став армійський генерал Войцех Ярузельський.
Генерал Кшиштопорський брав активну участь у протиборстві ПОРП з «Солідарністю». Як і раніше, Кшиштопорський робив ставку на залаштункові інтриги й інсинуації. Зокрема, восени 1981 року він разом із начальником СБ генералом Цястонем опікував «оперативний підхід до Л. С. Валенсе у рамках дезінтеграційних заходів». Йшлося про спроби спровокувати розкол на I з'їзді «Солідарності», використавши розбіжності під час виборів голови. Однак такого роду схеми вже не давали результату. Придушити «Солідарність» вдалося лише військовим насильством.

## Після відставки
У листопаді 1981 року, незадовго до введення воєнного стану, Кіщак зняв Кшиштопорського з поста в МВС. У березні 1982 року Кшиштопорський отримав призначення заступником держсекретаря в Управлінні морського господарства (з урахуванням первісної спеціальності). Залишався на цій посаді до жовтня 1987 року, після чого вийшов на пенсію. У подіях кінця 1980 років — нова страйкова хвиля, Круглий стіл, перемога «Солідарності» на виборах, ліквідація ПОРП і перетворення ПНР у Третю Річ Посполиту — жодної участі не брав.
Інститут національної пам'яті (IPN) опублікував у 2007 році збірку матеріалів про становище у Польщі з квітня 1981 до грудня 1982 року. Один із документів свідчив про роль Кшиштопорського як зв'язкового між Канею та Валенсою. 10 листопада 1981 року радник посольства НДР у Варшаві Ульман передав інформацію, отриману з бесіди із завідувачем адміністративного відділу ЦК ПОРП Міхалом Атласом (видний діяч «партійного бетону»). На звіті стоїть резолюція Еріха Гонекера: перший секретар ЦК СЄПН, голова Державної ради НДР хвалить генерала Кіщака за усунення Кшиштопорського, «який протягом багатьох років за вказівкою Кані перебував у близькому контакті з Валенсою». Ця інформація внесла нові штрихи у картину розкладів керівництва ПОРП й МВС за правління Герека, але не змінює загальної картини: наприкінці 1970-х років військова контррозвідка Кіщака констатувала, що всупереч упевненості СБ МВС, Валенса став некерованим і становив небезпеку.
У лютому 2016 року Інститут національної пам'яті склав список із двох десятків колишніх функціонерів спецслужб, запідозрених у прихованні документів, які підлягають здачі в архів IPN. Поряд із такими діячами, як Владислав Цястонь, Генрик Данковський, Єжи Карпач, Юзеф Сасін, до списку був включений Адам Кшиштопорський. Однак до відповідальності Кшиштопорський не притягався.